# Grégoire XIII Sérapion

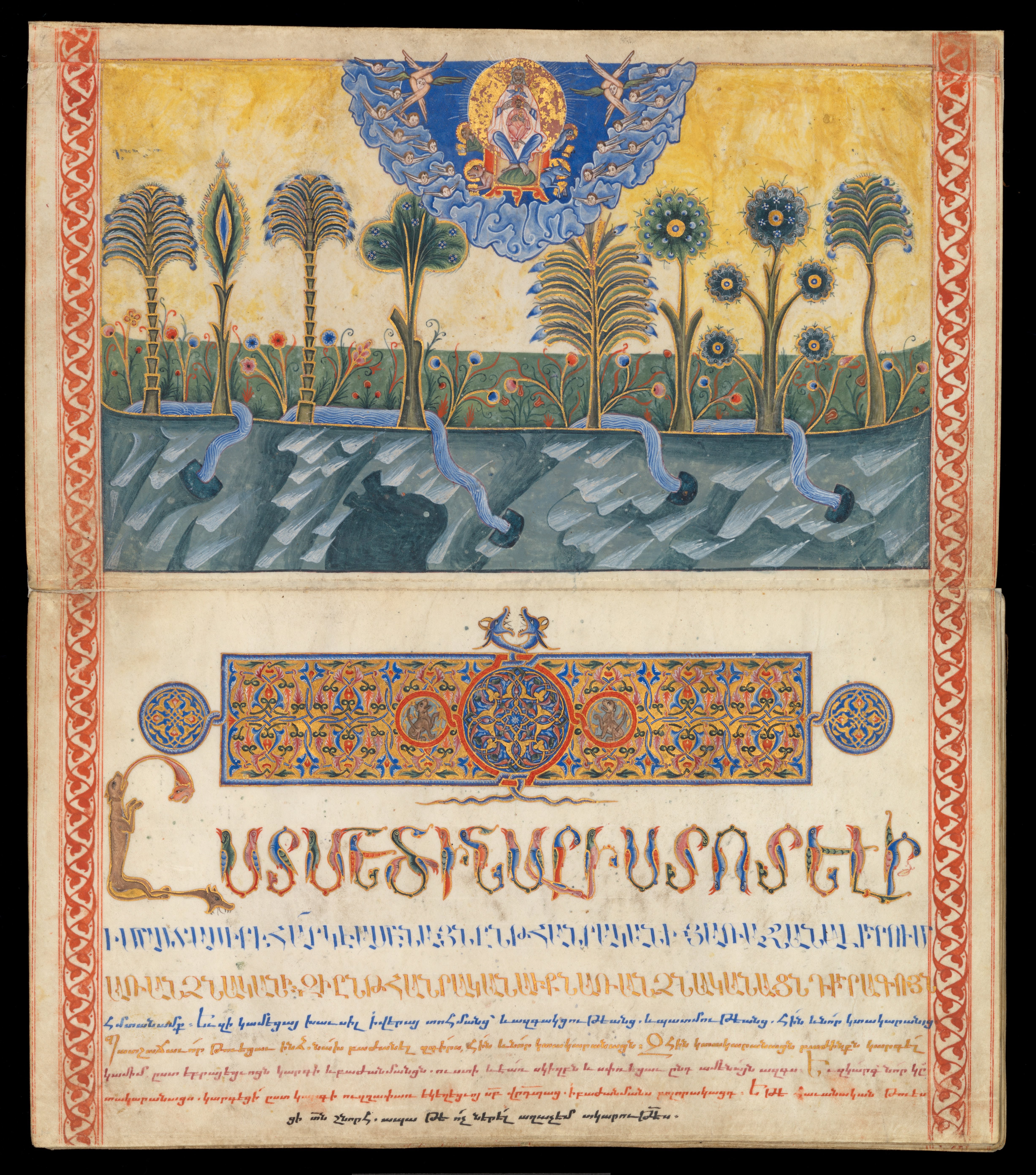
Bible Abrégée de Grégoire XIII. Diyarbakır, 1601. Chester Beatty Library

Grégoire ou Grigor XIII Sérapion (en arménien Գրիգոր  ԺԳ. ; mort le 23 avril 1606) est coadjuteur du Catholicos de l'Église apostolique arménienne de 1603 à 1606.

## Biographie
Sérapion, le futur Grégoire, est né à Édesse. Il est l’élève d’un célèbre docteur, Lucas Geghaïetsi. Il devient ensuite lui-même un maître réputé et il instruit un grand nombre de disciples avant d’être nommé évêque d’Amid.
Sa réputation est telle qu’en 1601, le Catholicos David IV de Vagharchapat (1587-1629) et son premier coadjuteur, Melchisédech Ier de Garni (1593-1628), qui géraient ensemble le siège d’Etchmiadzin, l’appellent auprès d’eux. Selon le Jésuite Louis-Aimé Martin, c’est pour payer les arriérés du tribut dû aux autorités iraniennes que les deux prélats aurait fait appel à l’évêque Sérapion, qui était noble et riche.
En 1602, il se rend à Djoulfa pour rencontre le Catholicos et son coadjuteur mais l’évêque Manouel de Havoutzar, jaloux de lui, aurait insinué dans l’esprit des deux prélats que Sérapion dissimulait de mauvaises intentions à leur égard, ce qui les amènent à se réfugier au monastère de Tatev.
La population d’Etchmiadzin vient néanmoins le chercher pour l’élire second coadjuteur le 14 août 1603 sous le nom de « Grégoire XIII ». David IV et Melchisédech Ier réussissent alors à le desservir aux yeux des autorités persanes maîtres de l’Arménie. Grégoire XIII se réfugie à Djoulfa, mais en 1605, des soldats iraniens s’emparent de lui et le torturent pour obtenir ses richesses. Il réussit à leur échapper vivant et se retire à Van puis à Amid où il meurt le 23 avril 1606 des mauvais traitements qu’il avait subis.

## Sources
- Joseph Fr. Michaud et Louis Gabriel Michaud, Biographie universelle, ancienne et moderne, Paris, 1825, Tome XVII, p. 429.